# Jacques Godechot
Jacques Godechot (Lunéville, Lorena, 3 de enero de 1907 - Saint-Lary-Soulan, 24 de agosto de  1989) fue un historiador francés.
Nacido en la Lorena ocupada por Alemania en una familia de comerciantes. Apasionado a la vez por la Revolución francesa, cuyo recuerdo permanecía vivo en su familia, y por la filosofía de Baruch Spinoza, opta finalmente por la historia. Comienza sus estudios en Nancy y los termina en París. Recibe la agrégation d’histoire en 1928.
En París recibe la influencia de las enseñanzas de Albert Mathiez bajo cuya dirección comienza su tesis doctoral sobre Les Commissaires aux armées sous le Directoire. A la muerte de Mathiez en 1932, sigue su tesis con Georges Lefebvre y la presenta en 1937.
En Estrasburgo, se encuentra con Lucien Febvre y Marc Bloch. Sin formar parte de la escuela de Annales, también recibe la influencia de los fundadores de Annales d’histoire économique et sociale. Es apartado de la enseñanza secundaria por el Régimen de Vichy por sus orígenes judíos (esa parte de su biografía es en cierto modo paralela a la de Albert Soboul). En 1945, es nombrado profesor en la facultad de letras de Toulouse.
Contribuye a engrandecer el estudio de la Revolución francesa en el tiempo y en el espacio.
Expone esta visión atlantista en el estudio sobre Le Problème de l’Atlantique au XVIIIème siècle, que presenta al Congreso internacional de ciencias históricas de Roma en marzo de 1955 en compañía de R.R. Palmer. La comunicación suscitó grandes críticas, en un contexto de Guerra Fría, en el que la oposición entre los historiadores marxistas y el resto estaban exacerbadas. Es acusado de estar a sueldo de la OTAN, cuando no de la CIA. Su análisis de una revolución atlantista, se desarrolla en La Grande Nation (1956), Les Révolutions (1963), L’Europe et l’Amérique à l’époque napoléonienne (1967). Estas obras le valen ser elegido para encabezar la comisión internacional de historia de la Revolución francesa del Comité internacional de ciencias históricas.
Otras obras suyas son La Contre-révolution (1961), La Pensée révolutionnaire en France et en Europe (1964), La Prise de la Bastille (1965) y La Vie quotidienne sous le Directoire (1977).
El apaciguamiento de sus relaciones con los historiadores marxistas, como Albert Soboul, se concreta en 1959 por su designación a la copresidencia de la Société des études robespierristes.
Murió en 1989, en medio de las conmemoraciones del bicentenario de la Revolución francesa, que había ayudado a preparar.

## Obras

### Traducciones
- Europa y América en la época napoleónica (1800-1815). Barcelona: Editorial Labor, 1969.

- Las Revoluciones, 1770-1799. Barcelona: Editorial Labor, 1974. ISBN 84-335-9346-3
- Los Orígenes de la Revolución Francesa: La toma de la bastilla; 14 de julio de 1789. Barcelona: Península, 1974. ISBN